# Стадион Монументал Исидро Ромеро Карбо
Стадион Монументал Исидро Ромеро Карбо (шп. Monumental Isidro Romero Carbo) је фудбалски стадион у Гвајакилу, Еквадор. Жичара која је тренутно у изградњи повезиваће стадион са станицом „Аеровиа” Хулијан Коронел у центру Гвајакила, чија би услуга требало да почне у другој половини августа 2021. Стадион је дом еквадорског фудбалског клуба Барцелона СЦ . Има капацитет од 59.283, што га чини највећим стадионом у Еквадору. 

## Историја стадиона
Стадион је изграђен на иницијативу председника клуба Исидра Ромера Карба. Карбо је желео је да Барселона, која је у то време играла своје домаће утакмице на стадиону Модело Алберто Спенсер Херера, има свој стадион.
Стадион је свечано отворен 27. децембра 1987. године. Прва утакмица одиграна је против шпанске Барселоне, коју је Барселона СЦ добила са 1:0. Барселона је на инаугурацију позвала многе јужноамеричке фудбалске звезде, попут Пелеа. Пеле је био одушевљен стадионом па је у говору упоредио стадион са чувеном Мараканом у Рио де Жанеиру:
| „ | Ако је Маракана највећи стадион на свету, Монументал је један од најлепших. | ” |

Пеле и његова фраза имају златну плочу унутар стадиона.
Постоје здравствене установе, продавнице одеће и сувенира и ресторани, на укупној површини од око 5.100 м². Фудбалско игралиште дугачко је 105, а широко 70 метара. Тренинг терен у близини стадиона зове се Алтернативно поље Сигифредо Агапито Чучука у част једног од највећих везиста у историји тима.
Стадион је био домаћин 5 утакмица Копа Америка 1993., укључујући и финале.
Дана 2. јануара 2008, председник Барселоне Едуардо Марури потписао је четворогодишњи уговор са еквадорском банком Банцо Пичинча о стадиону који носи име банке. Уговор је обновљен, али је истекао 2015. 